# Alexei Petrowitsch Bogoljubow

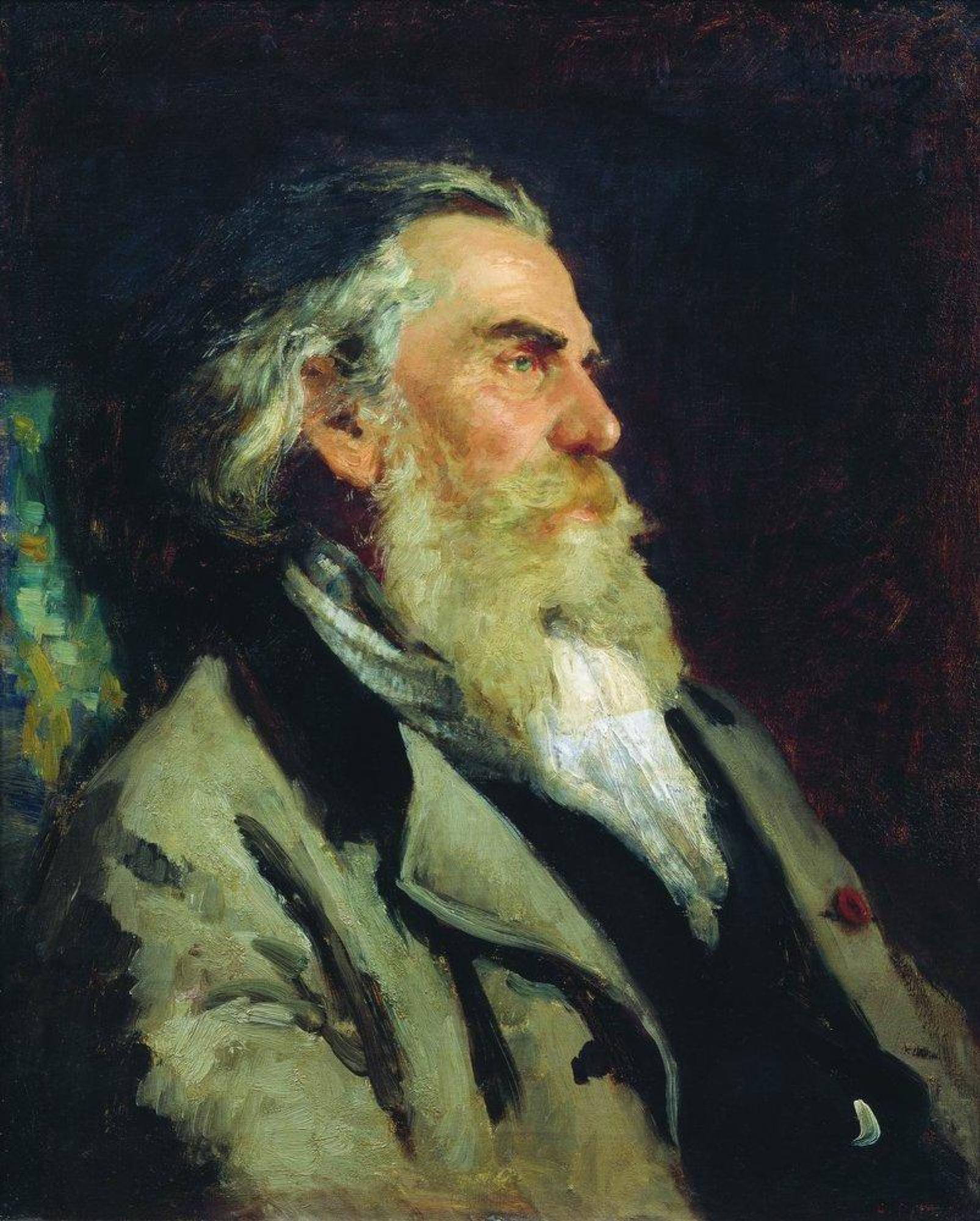
Porträt Alexei Bogoljubows, gemalt von Ilja Jefimowitsch Repin

Alexei Petrowitsch Bogoljubow (russisch Алексей Петрович Боголюбов; * 4. Märzjul. / 16. März 1824greg. nahe Nowgorod; † 3. Februar 1896 in Paris) war ein russischer Landschafts- und Marinemaler.

## Leben
Alexei Petrowitsch Bogoljubow wurde 1824 in einem Dorf nahe der Stadt Weliki Nowgorod geboren. Sein Großvater war der bekannte Philosoph und Schriftsteller Alexander Nikolajewitsch Radischtschew. 1841 schloss Bogoljubow seine Ausbildung an einer Militärschule ab und diente einige Zeit in der russischen Marine. Ab 1849 besuchte er die Sankt Petersburger Kunsthochschule und lernte unter Maxim Worobjow. Daneben hatten auch die Werke von Iwan Konstantinowitsch Aiwasowski einen großen Einfluss auf seine Malerei. Bogoljubow schloss sein Studium 1853 ab. Er trat als Marineoffizier zurück und ließ sich als Künstler in das Marinehauptquartier versetzen.

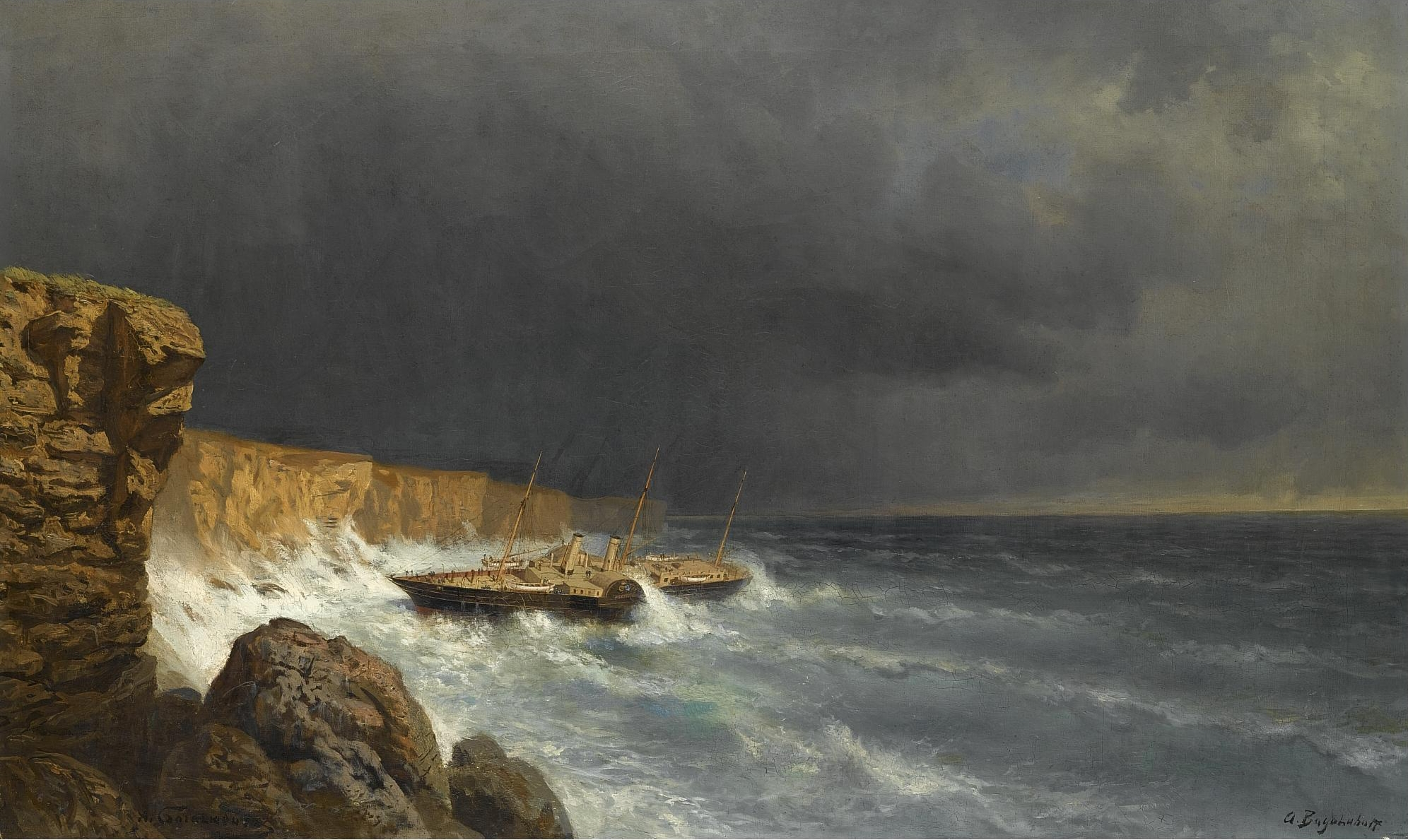
Die letzten Augenblicke der kaiserlichen Yacht „Liwadija“, 1878

Ab 1854 bereiste Bogoljubow Europa und arbeitete mit verschiedenen Künstlern wie Alexander Iwanow und Andreas Achenbach zusammen. Bei Letzterem („Vater Andrej“) studierte er in Düsseldorf von 1854 bis 1856  bzw. 1860 bis 1862 und bewohnte 1859 mit den Malern Sophus Jacobsen, Vincent Stoltenberg Lerche, August Bromeis und Karl Schlesinger das Haus Rosenstraße 19. In Paris freundete er sich auch eng mit Camille Corot und Daubigny an, bevor er 1860 nach Russland zurückkehrte. In der darauffolgenden Zeit bereiste er die Wolga-Region. Sein Malstil veränderte sich von der Romantik hin zum Realismus. Mitte der 1860er Jahre weilte Bogoljubow erneut in Düsseldorf. In dieser Zeit arbeitete er an Historienbildern, die die Schlachten Peter des Großen gegen die Schweden schilderten. Dem Düsseldorfer Künstlerverein Malkasten gehörte er von 1859/60 bis 1869 an. Die Russische Kunstakademie nahm ihn 1871 auf und ernannte ihn zum Professor. Ab den 1870ern hatte Bogoljubow verstärkt Kontakt zur Peredwischniki-Gruppe, die ihn zu einem Mitglied des Vorstandes wählte. Den sozialen Ideen der Gruppe gegenüber blieb er aber distanziert und verließ die Peredwischniki schließlich 1873 wieder und zog nach Paris.
In Saratow eröffnete er 1885 das nach seinem Großvater Alexander Radischtschew benannte Radischtschew-Kunstmuseum. Bogoljubow starb am 3. Februar 1896 in Paris. Sein Vermögen vermachte er dem Museum und der diesem angeschlossenen Malereischule.